# Varda (Serbia)
Varda (cyr. Варда) – wieś w Serbii, w okręgu zlatiborskim, w gminie Kosjerić. W 2011 roku liczyła 230 mieszkańców.